# Sieghard VII
Sieghard VII, né vers 1010  et mort le 5 juillet 1044 à Menfő en Hongrie, est un comte de Chiemgau.

## Biographie
Il est le fils du comte Engelbert III de Chiemgau et d'Adala von Bayern (de), la fille du comte palatin Hartwig Ier.
Le roi Henri III bat les Hongrois en 1044, mais quelques nobles bavarois, dont Sieghard, meurent sur le champ de bataille (Menfő, 5 juillet 1044). Sa veuve, Pilihild d'Andechs, participe à la consécration de l'église abbatiale en 1072 par son fils Sieghard, patriarche d'Aquilée, et d'autres évêques, et meurt abbesse de ce monastère le 23 octpbre 1075. Pilihild est également immortalisée dans le toponyme de Pillichsdorf.

## Famille
Du mariage de Sieghard avec Pilihild d'Andechs, fille de Frédéric Ier, comte de la Haute-Isar (Andechs), naissent :
- Frédéric Ier de Pongau († 1071), comte de Tengling ⚭ Mathilde de Vohburg
- Sieghard (Sigehard/Sieghart/Syrus VIII) († 1077), patriarche d'Aquilée (1068-1077)
- Suanehild, ⚭ Léopold II (margrave d'Autriche) († 1095)
- Ellenhard (de) († 1078), évêque de Freising (1052–1078)
- Mathilde ⚭ Rapoto, comte
- Friedgund, abbesse de Sainte-Marie d'Aquilée
- Hildburg (Wilpirk) ⚭ Conrad Ier (* vers 1035 ; † 1092), prince de Moravie